# Осеннее наступление войск ООН (1951)
Осеннее наступление войск ООН или Операция «Коммандо» (англ. Operation Commando) — военная операция во время Корейской войны, проводившаяся войсками ООН с 3 по 12 октября 1951 года.

## Ход боевых действий
25 сентября 1951 года командующий 8-й американской армией генерал Ван Флит заявил о начале осеннего наступления войск ООН и южнокорейской армии.
3 октября 1951 года 1-я британская дивизия (1st Commonwealth Division), 1-я американская кавалерийская дивизия и 3-я американская пехотная дивизия после сильной артиллерийской подготовки перешли в наступление против войск 64-го, 47-го и 42-го армейских корпусов КНД на участке Маджан—Чорон. Им удалось захватить несколько высот и населённых пунктов, однако, встретив упорное сопротивление и понеся большие потери, они были вынуждены 8 октября прекратить наступление. Наибольшая глубина продвижения войск ООН составила 4-5 км.
13 октября 24-я американская пехотная дивизия, 7-я американская пехотная дивизия, 2-я южнокорейская пехотная дивизия и 6-я южнокорейская пехотная дивизия при поддержке авиации и до 200 танков перешли в наступление на участке Кумхуа—река Букханган против войск 67-го армейского корпуса 20-й армии КНД. Бои приняли ожесточённый характер. К 20 октября войска ООН подошли к Кимсону, вклинившись в оборону войск КНД на глубину до 10 км, но дальнейшие попытки наступать на север были отбиты.

## Результаты
Эта операция была последней акцией маневренной войны, продолжавшейся шестнадцать месяцев. На смену ей пришла позиционная война, характеризующаяся стационарными оборонительными сооружениями, линиями траншей, бункерами, линиями из колючей проволоки и минными полями, напоминающими Западный фронт Первой мировой войны.